# - Og en lys og lykkelig fremtid!
- Og en lys og lykkelig fremtid! er en dansk kortfilm fra 1945 instrueret af Peter Lind efter eget manuskript. Filmen er udgivet af Fællesforeningen for Danmarks Brugsforeninger (FDB) som en slet skjult reklame for FDB-møbler designet af arkitekterne Børge Mogensen, Erling Zeuthen Nielsen og Vibeke Jensen.

## Handling
Filmen handler om et ungt par, der må gå meget igennem hos forskellige forretninger med datidens traditionelle stilmøbler, før de endelig får øje på de enkle, smukke FDB-møbler – og derigennem forhåbentlig opnår en lys og lykkelig fremtid.

## Medvirkende
- Palle Huld
- Elith Foss
- Ejner Federspiel
- Inger Bahnson
- Bodil Lindorff
- Jenny Larsen
- Lone Knutzon